# 鐵砧山
鐵砧山（大甲鐵砧山風景特定區），位於臺中市大甲區、外埔區一帶，北臨大安溪，山頂地勢平坦，遠望形似一座鐵匠打鐵用的鐵砧，因而得名。最高點位於外埔區境內，海拔236公尺，有一等三角點及47號三等三角點基石各一顆，為台灣小百岳之一。
鐵砧山昔為軍事重地，經建設，已成臺中海線地區觀光旅遊地點之一，山上之望海亭，可遠眺外埔區、大甲平原與大安港，黃昏時可望見海面上漁船點點。

## 區內景點
- 台中軍人忠靈祠（國軍紀念公園）
- 中正公園
- 永信運動公園
- 成功公園
- 鄭成功紀念館

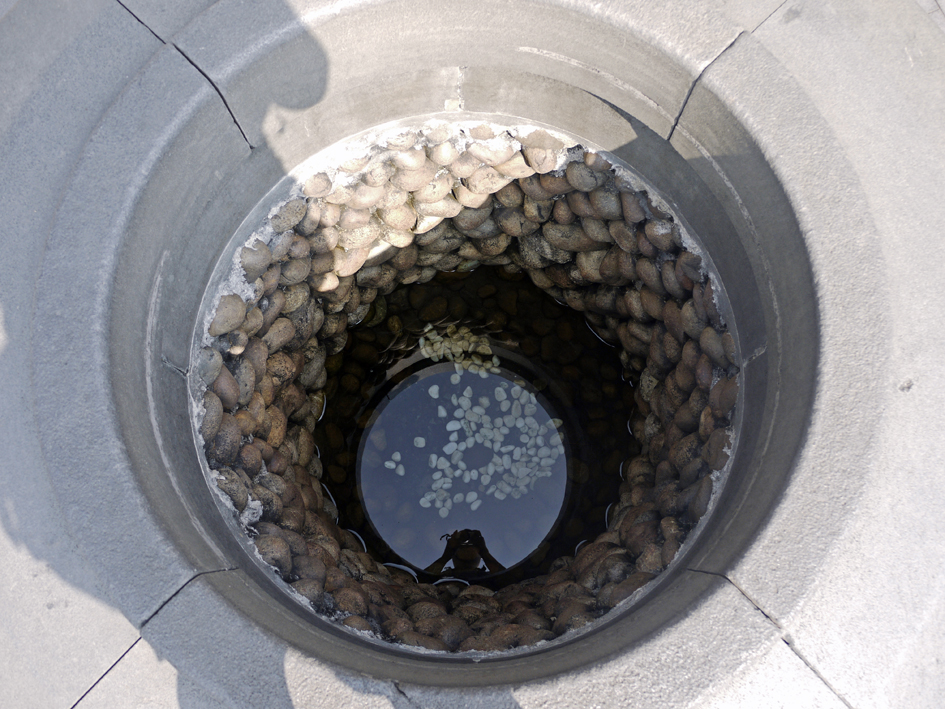
鐵砧山劍井
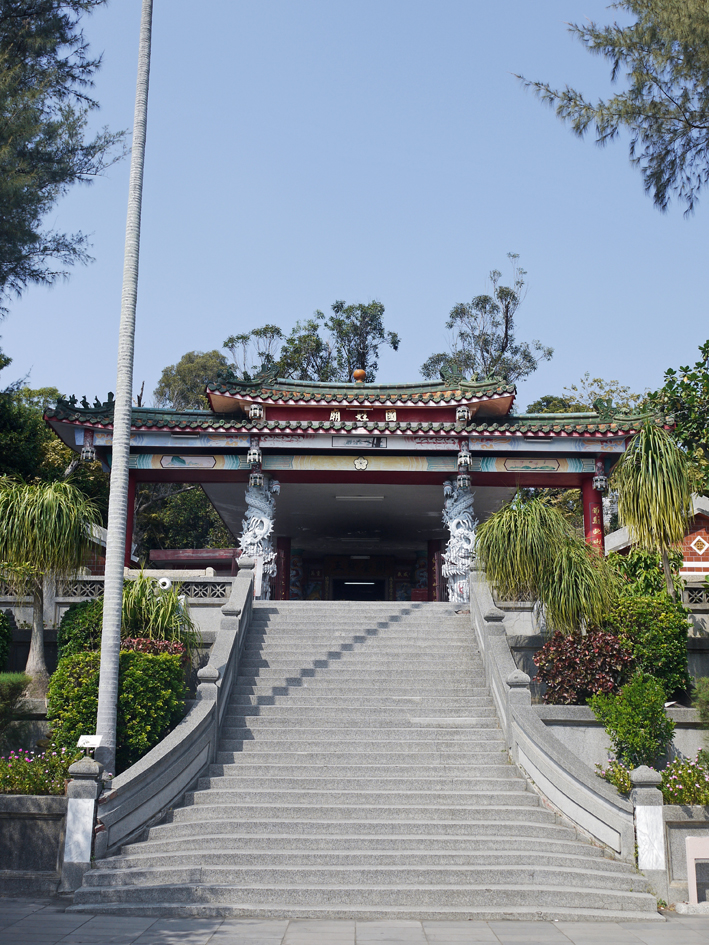
大甲國姓廟
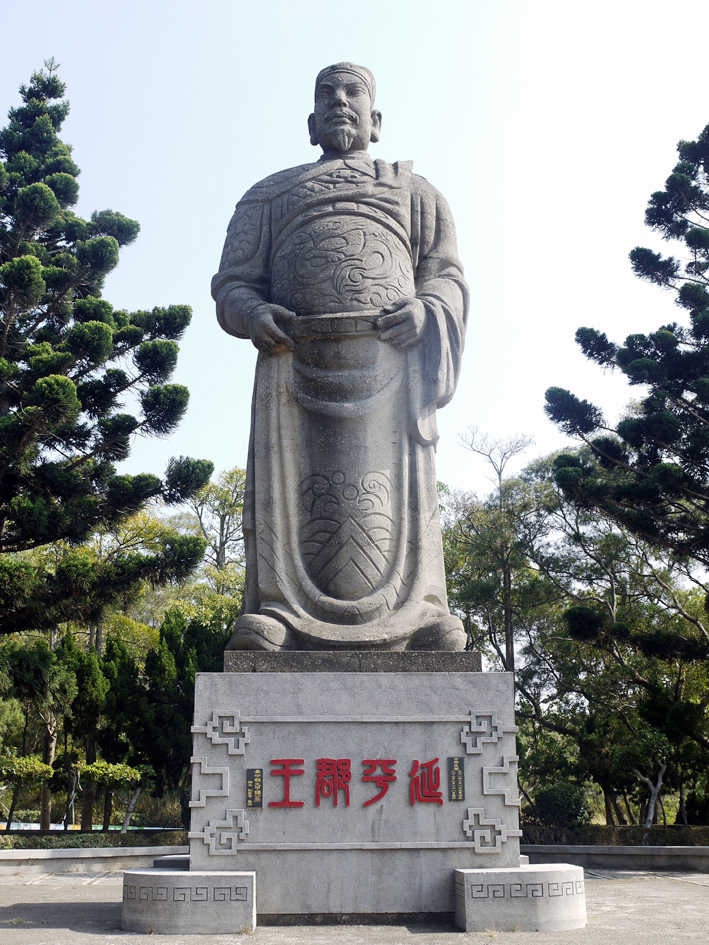
鄭成功石像
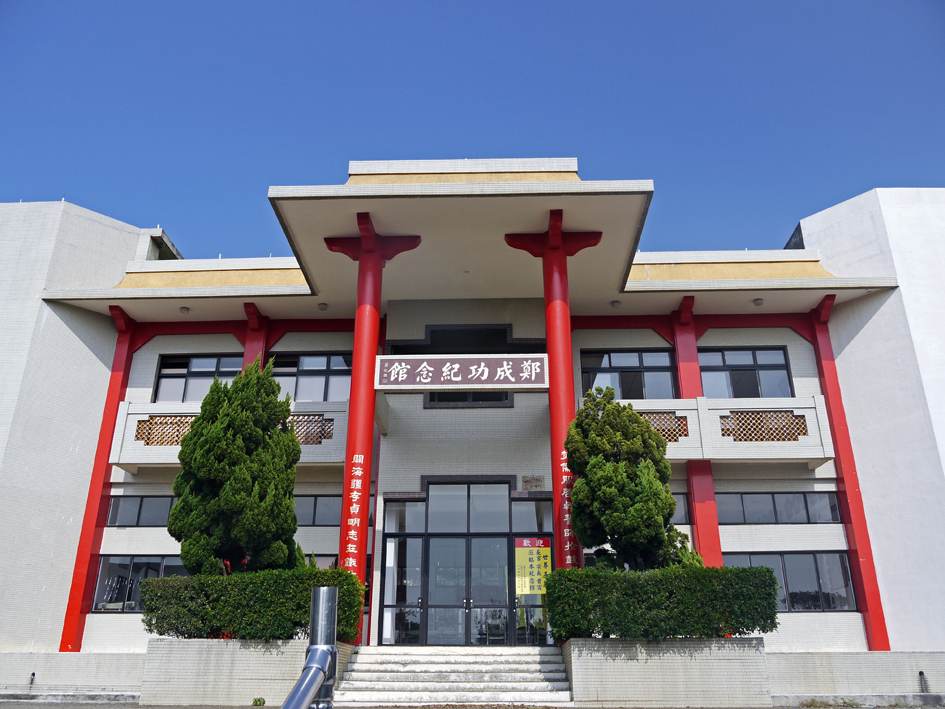
大甲鄭成功紀念館
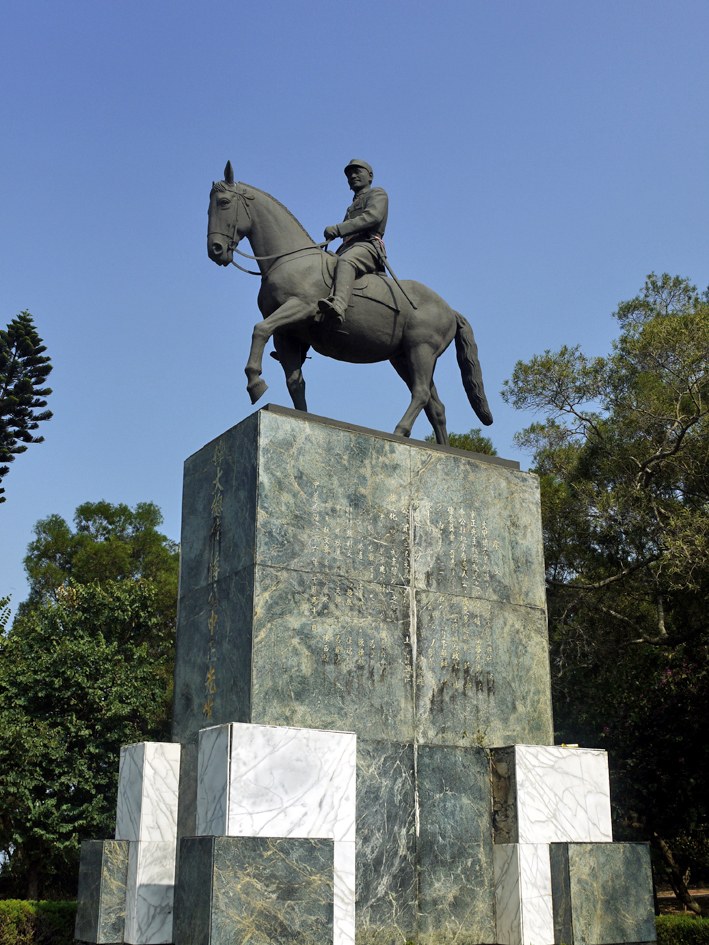
大甲中正公園蔣中正銅像
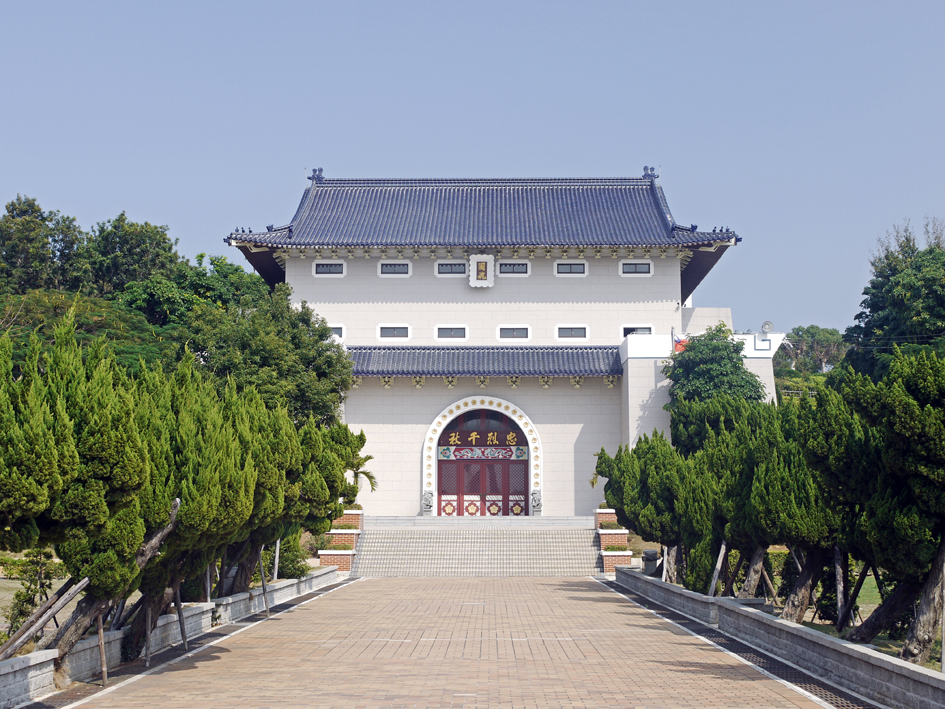
台中軍人忠靈祠

- 劍井
- 志賀哲太郎紀念碑
- 外埔不倒翁
- 桂花泉步道
- 櫻花步道
- 藝術大道

- 鐵砧山劍井
- 大甲國姓廟
- 大甲鄭成功像
- 大甲鄭成功紀念館
- 大甲中正公園蔣中正銅像
- 台中軍人忠靈祠

## 外部連結
- 鐵砧山風景特定區 交通部觀光局 （页面存档备份，存于）
- 大甲鐵砧山風景特定區  臺中觀光旅遊網 （页面存档备份，存于）
- 臺中市風景區管理所-大甲鐵砧山風景特定區 （页面存档备份，存于）